# Kylie Live: X2008
Kylie Live: X2008 DVD je i Blu-ray izdanje desete koncertne turneje od Kylie Minogue, KylieX2008. Režirao ga je William Baker. Na filmu je cijeli koncert (snimljen u Super 16 formatu ) zajedno s dokumentarnim filmom, projekcijama o dogaajima iza zavjesa, dizajnima koncepta, te galerijom fotografija.

## Popis pjesama
1. "Speakerphone"
2. "Can't Get You Out of My Head"
3. "Ruffle My Feathers"
4. "In Your Eyes"
5. "Heart Beat Rock"
6. "Wow"
7. "Shocked"
8. "Loveboat"
9. "Copacabana"
10. "Spinning Around"
11. "Like a Drug"
12. "Slow"
13. "2 Hearts"
14. "Sometime Samurai"
15. "Come Into My World"
16. "Nu-di-ty"
17. "Sensitized"
18. "Flower"
19. "I Believe in You"
20. "On a Night Like This"
21. "Your Disco Needs You"
22. "Kids"
23. "Step Back in Time"
24. "In My Arms"
25. "No More Rain"
26. "The One"
27. "Love at First Sight"
28. "I Should Be So Lucky"

Posebni sadržaji
- 12 sati... života od Kylie Minogue
- Projekcije iza zavjesa

DVD
1. "Speakerphone"/"Can't Get You Out of My Head"
2. "Ruffle My Feathers"
3. "Like a Drug"
4. "Sometime Samurai"
5. "Sensitized"

Blu-ray
1. "Speakerphone"/"Can't Get You Out of My Head"
2. "Ruffle My Feathers"
3. "In Your Eyes"
4. "Heart Beat Rock/Wow"
5. "Loveboat"
6. "Spinning Around"
7. "Like a Drug"
8. "2 Hearts"
9. "Sometime Samurai"
10. "Nu-di-ty"
11. "Sensitized"
12. "In My Arms"
13. "No More Rain"

- Dizajni koncepta
- Galerija fotografija
- KylieX2008 DVD trailer (uključeno kao uskrsno jaje)

## Top ljestvice
| Top ljestvice (2008)   | Najviša pozicija |
| ---------------------- | ---------------- |
| Australija             | 2                |
| Novi Zeland            | 7                |
| Ujedinjeno Kraljevstvo | 2                |
| Njemačka               | 83               |